# Petite Moustique
Petite Moustique (en anglais Petit Mustique) est une petite île privée relevant  de la nation caribéenne de Saint-Vincent-et-les Grenadines. Étendue sur près de 40,5 hectares, Petite Moustique est à 3,2 km au nord-est de Savan et 1,6 km au sud de l'île Moustique. Petite Moustique n'a ni habitants ni infrastructures. De composition sédimentaire, l'île est vallonnée, atteignant  plus de 100 mètres à son point culminant, et n'offre pas d'espace de débarquement ni de plages assez larges,.

## Géographie

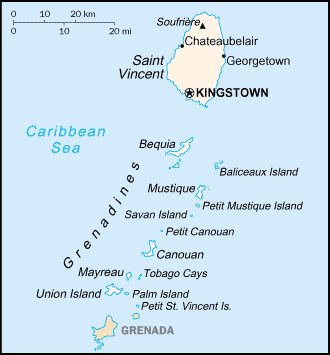
Petite Moustique est située au sud de Moustique, près du centre de cette carte.

L'île se situe à un peu plus de 2 km au sud du point le plus au sud de Moustique. Entre les deux se trouve la petite terre rocheuse de Petit Cay, qui représente la continuation de la pointe nord-ouest de l'île. Petite Moustique, comme toutes les îles des Grenadines, présente un terrain fortement accidenté. Six ravins se jettent dans la mer et encapsulent les baies de l'île, le ravin le plus au sud étant légèrement plus long que les autres. Au sud de l'enclave sud-ouest se dresse Dry Rock, et à environ 500 m au sud-ouest de celui-ci se trouve un récif.
Le littoral se caractérise par des falaises presque en continu. L'île offre peu d'accès depuis la mer et ses collines sont couvertes d'une végétation dense. Les îles du Vent (Petites Antilles) se poursuivent sur plusieurs kilomètres au sud jusque dans les environs de la réserve naturelle que constitue l'île de Savan .

## Histoire
En 2007, le propriétaire de l'île, Thierry Nano, vend cette dernière à la société belge Vizzion Europe pour 62 millions de dollars, présentant faussement l'île comme constructible et possédant une plage de sable fin. Une clause du contrat interdit à l'entreprise de venir sur l'île pour faire des relevés topographiques. La vente est interrompue en 2008, entrainant une perte de 2,1 millions de dollars pour la société, après quoi celle-ci porte plainte contre Nano. Ce dernier essaie de nouveau de vendre l'île en 2013 à un particulier, sans succès, puis est arrêté et condamné à six ans de prison pour escroquerie dans une affaire non liée à l'île,,.